# بافينكورت
بافينكورت (بالفرنسية: Bavincourt)‏ هي بلدية تقع في إقليم باد كاليه من منطقة نور با دو كاليه في شمال فرنسا. تبلغ مساحة هذه المدينة 7.54 (كم²)، وترتفع عن سطح البحر 180 م، يبلغ عدد سكانها 359 نسمة حسب إحصاء المعهد الوطني للإحصاء والدراسات الاقتصادية سنة 2009 م. وترأس Michel Plaisant البلدية خلال فترة (2008-2014).